# 糠粃马先蒿
糠粃马先蒿（学名：Pedicularis furfuracea）是列当科马先蒿属的植物。分布于喜马拉雅、尼泊尔、不丹以及中国大陆的西藏等地，生长于海拔3,500米至4,000米的地区，常生长在潮湿处和溪流旁石上，目前尚未由人工引种栽培。